# Религија у Албанији
Религија Албаније је важан део албанског друштва.
Албанија је секуларна држава од 1912. и као таква је „неутрална по питању веровања и савести“. Бивша социјалистичка влада прогласила је Албанију првом „ атеистичком државом “ на свету, иако је Совјетски Савез то већ учинио.  Верници су се суочили са оштрим казнама, а многи духовници су убијени. Верски обреди су данас су генерално слаби, а анкете су показале да, у поређењу са становништвом других земаља, мали број Албанаца сматра религију битним фактором у њиховим животима. Албанци се углавном позивају на историјско верско наслеђе своје породице, а не на сопствени избор вере.
По подацима из 2023. године, најбројнију верску групу чине муслимани, док Хришћани представљају значајну мањину. Нерелигиозни људи су такође значајан део друштва.

## Историја
У старом веку овде су живела илирска племена која су били верници палеобалканске вере, а на југу и грчким колонијама се осећао утицај старогрчке вере. Доласком Римљана шири се римска вера. Албанија је једно од места где се хришћанство прво проширило. Од великог раскола хришћанства 1054. године, католичкој цркви су били наклоњени север и приобаље данашње Албаније, посебно предели под млетачком влашћу, а у остатку православној цркви, као последица византске власти.
Долазак албанских крајева под османску власт за последицу је имао исламизацију. Исламизација је трајала од 15. века. Постепено се ширила, а танзиматске реформе 1839. године које су наметнуле војну службу немуслиманима довеле су до тога да се већина становника данашње Албаније исламизовала. Већину становништва чинили су муслимани, али међу њима и бројни криптохришћани.
Од проглашења независности 1912. године од Османског царства, верски идентитет у Албанији се данас континуирано мењао. То је углавном због комунистичког режима од 1944. до 1991. године, када је режим Енвера Хоџе пропагирао атеизам на јединствен, интензиван начин у свету.
Године 1967. затворене су све цркве и џамије. Новембра 1990. године Албанија је допустила приватно практиковање вере. Након пада комунизма 1991. године, у Албанији је повећан број хришћана. Римокатоличка црква има своје представништво у граду Скадру. С друге стране постоји велики број џамија, а једна од најпознатијих је у Драчу.

## Верска структура
Резултати пописа из 2023. године, спроведеног од стране Завода за статистику Републике Албаније.
- Муслимани (Сунити) - 45,86%
- Католици - 8,38%
- Православци - 7,22%
- Протестанти - 0,40%
- Бекташи - 4,81%
- Остали - 0,15%
- Атеисти - 3,55%
- Недефинисани - 13,82%
- Неизјашњени - 15,76%

## Галерија
- Ширење хришћанства у Европи и на Средоземљу
- Европа у доба великог раскола 1054. године
- Религија у Европи, на Средоземљу и на Блиском истоку 1100. године
- Религије у Европи 1560. године